# Saint-Sornin-Leulac
Saint-Sornin-Leulac è un comune francese di 659 abitanti situato nel dipartimento dell'Alta Vienne nella regione della Nuova Aquitania.

## Società

### Evoluzione demografica
Abitanti censiti